# Aimé Coenen
Aimé Coenen (Genk, 23 november 1957) is een voormalig Belgisch profvoetballer die zijn grootste successen kende bij THOR Waterschei. In de latere fase van zijn actieve carrière kwam hij eveneens uit voor Patro Eisden en KSC Hasselt.
Aimé Coenen maakte zijn debuut in het eerste elftal bij Thor tijdens het seizoen 1974-75 in de tweede afdeling. Al snel wierp hij zich op als titularis op de rechtsbackpositie. Gedurende de volgende vier seizoenen bouwde Thor aan een erg sterke groep die uiteindelijk kampioen zou spelen in het seizoen 1977-1978, een seizoen waarin ze bovendien elk periodekampioenschap wisten te winnen. De bekende namen en grote architecten van dit succes zijn onder meer kapitein Jos Heyligen, keeper en publiekslieveling Klaus Pudelko, de as op het middenveld die bestond uit Pier Janssen en Roland Janssen en jong talent Guido Swinnen 
Hetzelfde seizoen versloeg Thor op kerstdag voor een publiek van 14.000 toeschouwers grote rivaal en toenmalig eersteklasser Winterslag met 1-0 in het kader van een bekerwedstrijd. Een voorbode van de successen die nog zouden volgen.
In de eerste klasse wist deze sterke lichting de lijn door te trekken. Een van de uitschieters was het seizoen 1979-1980 waarin Waterschei zevende eindigde in de competitie en de beker van België won door het grote Beveren van o.a. Jean-Marie Pfaff, Erwin Albert, Heinz Schönberger en Wim Hofkens te verslaan. De volgende bekerwinst liet niet lang op zich wachten aangezien men slechts twee seizoenen later in de finale met 0-2 te sterk was voor SV Waregem. Deze prijs effende tevens het pad voor het absolute hoogtepunt in de clubgeschiedenis namelijk de Europese campagne van 1982-1983. Na winst tegen Red Boys Differdange en Boldklubben 1893 uit Kopenhagen kwam THOR in de kwartfinale uit tegen grote PSG, een club die in steile opmars was naar de absolute top. Nadat de heenmatch in Parijs met 2-0 verloren ging slaagde THOR erin om de Franse bekerwinnaar na verlengingen thuis met 3-0 te verslaan, Pier Janssen maakte de winning goal. In de halve finale bleek de latere winnaar Aberdeen, met als coach Alex Fergusson, veel te sterk. In Schotland werd er met 5-1 verloren maar in de terugmatch werd de eer dankzij een 1-0 zege gered.
In de nasleep van de affaire Bellemans werd Aimé Coenen voor 6 maanden geschorst waarna hij zijn carrière voortzette in de tweede afdeling bij KSC Hasselt en Patro Eisden. Daar beleefde hij nog enkele successen zoals het mooie seizoen 1987-88 waarin Patro de kwartfinale van de beker van belgië en een deelname aan de eindronde wist te bereiken.

## Spelerscarrière
| Seizoen | Club                      | Land            | Competitie      | Wedstrijden |   |
| ------- | ------------------------- | --------------- | --------------- | ----------- | - |
| 1978/79 | THOR Waterschei           | Vlag van België | Eerste Klasse   | 32          | 2 |
| 1979/80 | THOR Waterschei           | Vlag van België | Eerste klasse   | 24          | 1 |
| 1980-81 | Assent F.C.               | Vlag van België | Vierde Klasse D | 0           | 0 |
| 1981/82 | THOR Waterschei           | Vlag van België | Eerste klasse   | 19          | 1 |
| 1982/83 | THOR Waterschei           | Vlag van België | Eerste klasse   | 24          | 0 |
| 1983/84 | THOR Waterschei           | Vlag van België | Eerste klasse   | 17          | 0 |
| 1984/85 | THOR Waterschei           | Vlag van België | Eerste klasse   | 0           | 0 |
| 1985/86 | KSC Hasselt               | Vlag van België | Tweede Klasse   | 28          | 3 |
| 1986/87 | KSC Hasselt               | Vlag van België | Tweede Klasse   | 26          | 0 |
| 1987/88 | Patro Eisden Maasmechelen | Vlag van België | Tweede Klasse   | 15          | 0 |
| 1988/89 | Patro Eisden Maasmechelen | Vlag van België | Tweede Klasse   | 14          | 0 |
| Totaal  | Totaal                    | Totaal          | Totaal          | 199         | 7 |